# Даньчжай
Даньчжа́й (кит. упр. 丹寨, пиньинь Dānzhài) — уезд Цяньдуннань-Мяо-Дунского автономного округа провинции Гуйчжоу (КНР).

## История
Во времена империи Цин в 1730 году был создан Бачжайский комиссариат (八寨厅). После Синьхайской революции в Китае была проведена реформа структуры административного деления, в ходе которой комиссариаты были упразднены, поэтому в 1913 году Бачжайский комиссариат был преобразован в уезд Бачжай (八寨县).
В 1941 году был расформирован уезд Даньцзян, а его земли были разделены по реке Даньцзян: те, что лежали к западу от реки, были объединены с уездом Бачжай в уезд Даньчжай (в качестве названия нового уезда было взято по иероглифу из названий старых уездов), а те, что лежали к востоку от реки, были объединены с уездом Тайгун в уезд Тайцзян (впоследствии земли, на которых ранее размещались власти уезда Даньцзян, были выделены в отдельный уезд Лэйшань).
После вхождения этих мест в состав КНР в 1950 году был создан Специальный район Душань (独山专区), и уезд вошёл в его состав. В 1952 году власти специального района переехали из уезда Душань в уезд Дуюнь, и Специальный район Душань был переименован в Специальный район Дуюнь (都匀专区). В 1956 году Специальный район Дуюнь был расформирован, и был создан Цяньдуннань-Мяо-Дунский автономный округ; уезд вошёл в состав автономного округа. 1 января 1959 года уезд был присоединён к уезду Кайли.
В августе 1961 года из уезда Кайли были вновь выделены уезды Мацзян и Лэйшань. В октябре 1962 года из смежных территорий уездов Мацзян и Лэйшань был вновь образован уезд Даньчжай.

## Административное деление
Уезд делится на 4 посёлка и 2 волости.

## Культура
Народности шуй и мяо ежегодно отмечают праздник восхождения по склону («папоцзе»). Местные жители собираются на вершине горы, где вместе исполняют традиционный танец лушэн.